# Prezydenci Izraela
Prezydenci Izraela – lista prezydentów Izraela i pełniących tę funkcję przewodniczących Tymczasowej Rady Państwa, a także pełniących obowiązku prezydenta przewodniczących Knesetu.

## Przewodniczący Tymczasowej Rady Państwa
| Przewodniczący | Przewodniczący | Przewodniczący                              | Przewodniczący | Przewodniczący | Przewodniczący    |
| #              | Portret        | Imię i nazwisko                             | Kadencja       | Kadencja       | Partia polityczna |
| -------------- | -------------- | ------------------------------------------- | -------------- | -------------- | ----------------- |
| 1              |                | Dawid Ben Gurion דוד בן-גוריון (1886–1973)  | 14 maja 1948   | 16 maja 1948   | Mapai             |
| 2              |                | Chaim Weizman חיים עזריאל ויצמן (1874–1952) | 16 maja 1948   | 17 lutego 1949 | bezpartyjny       |

## Prezydenci
| Prezydent            | Prezydent            | Prezydent                                   | Prezydent       | Prezydent            | Prezydent         | Wybory             | Wybory         | Wybory                                                                                  |
| #                    | Portret              | Imię i nazwisko                             | Kadencja        | Kadencja             | Partia polityczna | Rok                | Poparcie       | Kontrkandydaci                                                                          |
| -------------------- | -------------------- | ------------------------------------------- | --------------- | -------------------- | ----------------- | ------------------ | -------------- | --------------------------------------------------------------------------------------- |
| 1                    |                      | Chaim Weizman חיים עזריאל ויצמן (1874–1952) | 17 lutego 1949  | 25 listopada 1951    | bezpartyjny       | 1949               | 83 głosy       | • Josef Klausner (15)                                                                   |
| 25 listopada 1951    | 9 listopada 1952     | Chaim Weizman חיים עזריאל ויצמן (1874–1952) | 1951            |                      | bezpartyjny       | brak               |                |                                                                                         |
| 2                    |                      | Jicchak Ben Cewi יצחק בן צבי (1884–1963)    | 16 grudnia 1952 | 28 października 1957 | Mapai             | 1952 (3 rundy)     | 48/48/62 głosy | • Mordechaj Nurok (15/15/40) • Izaak Grünbaum (17/18/5) • Perec Bernstein (18/18/–)     |
| 28 października 1957 | 30 października 1962 | Jicchak Ben Cewi יצחק בן צבי (1884–1963)    | 1957            | 76 głosów            | Mapai             | brak               |                |                                                                                         |
| 30 października 1962 | 23 kwietnia 1963     | Jicchak Ben Cewi יצחק בן צבי (1884–1963)    | 1962            | 62 głosy             | Mapai             | brak               |                |                                                                                         |
| 3                    |                      | Zalman Szazar זלמן שז"ר (1889–1974)         | 21 maja 1963    | 26 marca 1968        | Mapai             | 1963               | 67 głosów      | • Perec Bernstein (33)                                                                  |
| 26 marca 1968        | 24 maja 1973         | Zalman Szazar זלמן שז"ר (1889–1974)         | 1968            | 86 głosów            | Mapai             | brak               |                |                                                                                         |
| 4                    |                      | Efraim Kacir אפרים קציר (1916–2009)         | 24 maja 1973    | 29 maja 1978         | Koalicja Pracy    | 1973               | 66 głosów      | • Efrajim Urbach (41)                                                                   |
| 5                    |                      | Icchak Nawon יצחק נבון (1921–2015)          | 29 maja 1978    | 5 maja 1983          | Koalicja Pracy    | 1978               | 86 głosów      | brak                                                                                    |
| 6                    |                      | Chaim Herzog חיים הרצוג (1918–1997)         | 5 maja 1983     | 23 lutego 1988       | Koalicja Pracy    | 1983               | 61 głosów      | • Menachem Elon (57)                                                                    |
| 23 lutego 1988       | 13 maja 1993         | Chaim Herzog חיים הרצוג (1918–1997)         | 1988            | 82 głosy             | Koalicja Pracy    | brak               |                |                                                                                         |
| 7                    |                      | Ezer Weizman עזר ויצמן (1924–2005)          | 13 maja 1993    | 4 marca 1998         | Partia Pracy      | 1993               | 66 głosów      | • Dow Szilanski (53)                                                                    |
| 4 marca 1998         | 13 lipca 2000        | Ezer Weizman עזר ויצמן (1924–2005)          | 1998            | 63 głosy             | Partia Pracy      | • Sza’ul Amor (49) |                |                                                                                         |
| 8                    |                      | Mosze Kacaw משה קצב (1945–)                 | 1 sierpnia 2000 | 1 lipca 2007         | Likud             | 2000               | 63 głosy       | • Szimon Peres (57)                                                                     |
| 9                    |                      | Szimon Peres שמעון פרס (1923–2016)          | 15 lipca 2007   | 24 lipca 2014        | Kadima            | 2007 (2 rundy)     | 58/86 głosów   | • Re’uwen Riwlin (37/–) • Colette Awital (21/–)                                         |
| 10                   |                      | Re’uwen Riwlin ראובן ריבלין (1939–)         | 24 lipca 2014   | 7 lipca 2021         | Likud             | 2014 (2 rundy)     | 44/63 głosy    | • Me’ir Szitrit (31/53) • Dalja Icik (28/–) • Dalja Dorner (13/–) • Dan Szechtman (1/–) |
| 11                   |                      | Jicchak Herzog יצחק הרצוג (1960–)           | 7 lipca 2021    | nadal pełni urząd    | bezpartyjny       | 2021               | 87 głosów      | • Miriam Perec (26)                                                                     |

Obowiązki głowy państwa pełniło czworo przewodniczących Knesetu:
- po śmierci Chaima Weizmana – Josef Sprinzak (9 listopada do 10 grudnia 1952)
- po śmierci Jicchaka Ben Cewiego – Kadisz Luz (24 kwietnia do 22 maja 1963)
- po dymisji Ezera Weizmana – Awraham Burg (12 lipca do 1 sierpnia 2000)
- po dymisji Moszego Kacawa – Dalja Icik (1 do 15 lipca 2007)